# Economie (systeem)
Economie is de wijze van productie, distributie en consumptie van schaarse goederen en diensten in een samenleving. Dit systeem van economisch handelen en interactie is het onderwerp van studie van de economische wetenschap.

## Geschiedenis
Ruilhandel kwam al in de prehistorie voor. Bekend is bijvoorbeeld de ruil van vuursteen of later van tin, dat slechts op bepaalde plaatsen gedolven werd, maar in een ruim afzetgebied werd afgenomen. Ook in die tijd ontstonden de eerste specialistische beroepen, zoals dat van metaalbewerker.
Met het ontstaan van de eerste steden werd de arbeidssplitsing verder doorgevoerd, wat ook een gecompliceerde vorm van ruilhandel benodigde. Hiernaast werd ook het eigendomsrecht, ofwel het recht op vermogen in deze eerste steden al tot op zekere hoogte geregeld. Veel van de eerste geschriften, de kleitabletten uit het oude Mesopotamië, bevatten ook economische gegevens over handel en vermogenstransacties.
Een voorbeeld van waardetoekenning uit de geschiedenis is de geldwaarde die men in bijvoorbeeld de Nederlanden toekende aan de tulp. In woestijnculturen heeft zout weleens die plaats ingenomen. Ook aan edelmetalen als goud en zilver is door de eeuwen heen grote waarde toegekend. Dit geldt eveneens voor edelstenen zoals diamant.
Na verloop van tijd is men overgegaan op een systeem waarbij men, in plaats van directe ruil van fysieke goederen, voor het aangebodene iets terugkreeg dat een algemeen aanvaarde en erkende waarde heeft. Belangrijk aan deze algemeen aanvaarde ruilmiddelen is dat ze om te wisselen zijn in kleinere waarde-eenheden, naast hun relatief kleine volume en gewicht, waardoor ze eenvoudig meegenomen kunnen worden.

## Aspecten van de economie

### Economische kringloop

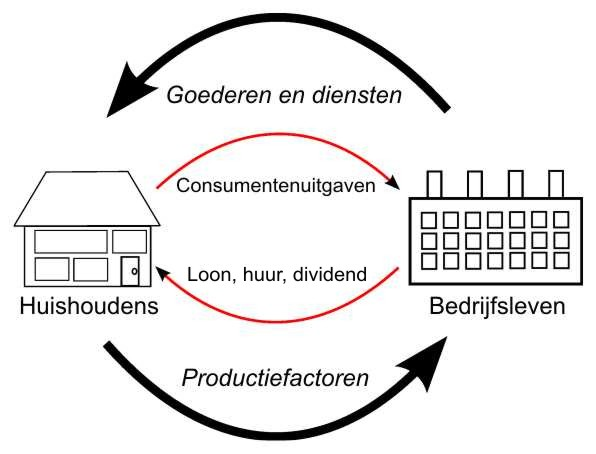
Eenvoudig kringloopmodel van de economie waarin het bedrijfsleven is geplaatst tegenover de huishoudens, ofwel producenten tegenover consumenten.

De economische kringloop ofwel het kringloopmodel van de economie is een schematisch model van de werking van de economie als systeem. Deze kringloop is een abstracte voorstelling van de relaties tussen de gezinnen en de bedrijven in een land.
Het laat een aantal macro-economische relaties zien: het gaat om wat de gezinnen of huishoudens gezamenlijk verdienen en wat de bedrijven of ondernemers gezamenlijk produceren.

### Indeling van de economie
De economie kan worden opgedeeld in vier sectoren:
- primaire sector, die grondstoffen en voedsel levert met o.a. landbouw, visserij en delfstoffenwinning.
- secundaire sector ofwel de industrie.
- tertiaire sector ofwel de commerciële dienstverlening, en
- quartaire sector ofwel de niet-commerciële dienstverlening.

Een economische sector is een deel van de economie bestaande uit alle bedrijven samen die actief zijn in een bepaalde categorie producten of diensten. Voorbeelden zijn de bouw, automotive, visverwerkende industrie en horeca.
In plaats van een indeling in sectoren kan ook een onderverdeling worden gemaakt in
- bedrijfstakken en
- bedrijfskolommen.

### Economische verschijnselen
Door de economische wetenschap worden er allerlei economische verschijnselen in de economie onderkend, zoals het bestaan van vraag en aanbod of het bestaan van marktwerking tussen beide. 

## Vormen van economie
In de economische wetenschap zijn, vanuit diverse invalshoeken, verschillende vormen van economie gedefinieerd. 

### Mate van overheidsingrijpen op de markt
- vrijemarkteconomie of markteconomie, waarin de overheid niet ingrijpt, en die in haar pure vorm voorkwam in de beginfase van de industriële revolutie.
- centraal geleide economie, staatseconomie of planeconomie die in de praktijk werd gebracht door het socialisme.
- gemengde economie die in meer of mindere mate in praktijk wordt gebracht in bijna alle landen op de wereld. De ene samenleving zal daarbij meer het karakter vertonen van een centraal geleide economie, terwijl een andere samenleving meer het karakter heeft van een vrijemarkteconomie.
- Het mercantilisme, waarbij de overheid protectionistisch beleid voert.
- Het kolonialisme, waarbij koloniën ten dienste staan van het moederland.

### Soort samenleving[2]
- tribale economie: economie van een stammensamenleving
- Industriële economie: economie waarin de industrie sterk in opkomst is en werk biedt aan een groot deel van de bevolking
- diensteneconomie ook wel de postindustriële economie genoemd: het grootste deel van beroepsbevolking is werkzaam in de dienstensector
- kenniseconomie: economie waarin de kennis een van de voornaamste productiefactoren is.
- schaduweconomie.

### Geografische of staatsrechtelijke eenheid
- plattelandseconomie of dorpseconomie
- stadseconomie of stedelijke economie
- nationale economie
- supra-nationale economie
- wereldeconomie, mondiale economie of globale economie

### Aard van het ruilproces
- ruileconomie, gebaseerd op directe of indirecte ruilhandel.
- geldeconomie, waarbij transacties afgerekend worden op met geld.
- digitale economie, gebaseerd op digitale computertechniek, waarbij veelal met elektronisch geld wordt afgerekend.

## Bestaanseconomie versus markteconomie
In een bestaanseconomie worden de meeste goederen door de producenten zelf geconsumeerd, zodat men in hoge mate zelfvoorzienend is. Specialisatie en arbeidsverdeling zijn over het algemeen voor een samenleving als geheel echter efficiënter, zodat complexere samenlevingen vaak in meer of mindere mate overgaan op een markteconomie.

## Angelsaksisch tegenover Rijnlands vrijemarktmodel
De meeste westerse samenlevingen kennen een vorm van gemengde economie met meer of minder nadruk op het vrijemarktmodel. Een voorbeeld is het Angelsaksische model met een grotere mate van laissez-faire, waarbij, als gevolg van het gehanteerde districtenstelsel, twee ideologisch tegengestelde politieke partijen afwisselend aan de macht zijn, zoals in het Verenigd Koninkrijk en de Verenigde Staten. Hier tegenover staat het Rijnlandse model, bijvoorbeeld in Nederland en Duitsland, waarbij, als gevolg van het verkiezingsstelsel van evenredige vertegenwoordiging, verschillende politieke partijen een regeringscoalitie moeten vormen voor een werkbare parlementaire meerderheid, en waarbij sprake is van een grotere mate van overheidsingrijpen dan in het Angelsaksische model.

## Kerngegevens van de Nederlandse economie
In Nederland worden veel cijfers over de economie verzameld door het Centraal Bureau voor de Statistiek (CBS). Berekeningen voor de toekomst worden gemaakt door het CPB. Onderstaand worden enkele kerngegevens weergegeven.
| Jaar                                                | 2001  | 2002  | 2003  | 2004  | 2005  |
| --------------------------------------------------- | ----- | ----- | ----- | ----- | ----- |
| Bruto binnenlands product (mld euro's;marktprijzen) | 447,7 | 465,2 | 476,3 | 488,6 | 501,9 |
| Netto nationaal inkomen (mld euro's; marktprijzen)  | 379,0 | 393,3 | 399,7 | 409,6 | pm    |
| Consumentenprijsindex (% per jaar)                  | 4,5   | 3,5   | 2,0   | 1,5   | 1,7   |
| Werkloosheid in % van beroepsbevolking              | 3,5   | 4,1   | 5,4   | 6,5   | 6,5   |
| Collectieve lastendruk als % van het bbp            | 40,0  | 39,4  | 39,3  | 39,4  | 39,5  |

Ter vergelijking:
Het bruto nationaal product (bnp) bedroeg in 2007 483 miljard euro (629 miljard dollar).
Het bnp van de Verenigde Staten bedroeg 12.438 miljard dollar. Dit is ongeveer twintig keer het Nederlandse bnp. Het bnp per capita van Nederland en de VS ligt een stuk dichter bij elkaar: 36.600 respectievelijk 43.743 dollar. In 2005 was Nederland daarmee 15de op de lijst van in totaal 224 landen (www.worldbank.org). Luxemburg voert deze lijst aan met een gemiddeld inkomen van ruim 65.000 dollar.